# Albert Barnes (théologien)
Albert Barnes (1er décembre 1798 – 24 décembre 1870) est un théologien, pasteur, abolitionniste, défenseur de la tempérance et auteur américain. Barnes est surtout connu pour ses nombreux commentaires bibliques et ses notes sur l'Ancien et le Nouveau Testament, publiés en 14 volumes dans les années 1830.

## Biographie
Barnes est né à Rome, dans l'État de New York. Il est diplômé du Hamilton College de Clinton, dans l'État de New York, en 1820, et du Princeton Theological Seminary en 1823. Ordonné ministre presbytérien par le presbytère d'Elizabethtown, dans le New Jersey, en 1825, il est successivement pasteur de l'Église presbytérienne de Morristown, dans le New Jersey (1825-1830), puis de la Première Église presbytérienne de Philadelphie (1830-1868).

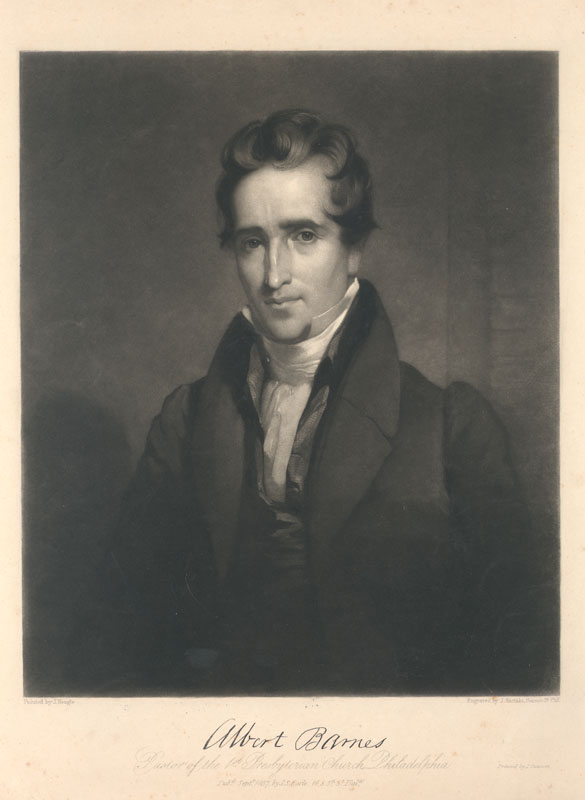
Albert Barnes (par James Neagle)

Barnes occupe une place importante dans la branche de la Nouvelle École des Presbytériens pendant la controverse entre la Vieille École et la Nouvelle École, à laquelle il adhère lors de la division de la dénomination en 1837. Il est jugé (mais non condamné) pour hérésie en 1836, principalement en raison des opinions qu'il a exprimées dans Notes, Explanatory and Practical, on the Epistle to the Romans (1834) sur l'imputation du péché d'Adam, le péché originel et l'expiation. L'amertume suscitée par ce procès contribue à élargir le fossé entre les éléments conservateurs et progressistes de l'Église.
Lors de la scission entre la vieille école et la nouvelle école au sein de l'Église presbytérienne des États-Unis, Barnes s'allie à la branche de la nouvelle école. Il est modérateur de l'assemblée générale de cette branche en 1851. Selon l' Encyclopædia Britannica : « C'était un prédicateur éloquent, mais sa réputation repose principalement sur ses œuvres explicatives, dont on dit qu'elles ont eu une diffusion plus importante en Europe et en Amérique que celles de tous les autres de leur genre. ».
Parmi les célèbres Notes sur le Nouveau Testament, on estime que plus d'un million de volumes ont été diffusés en 1870. Les Notes sur Job, les Psaumes, Isaïe et Daniel sont également largement diffusées. La popularité de ces ouvrages repose sur la manière dont Barnes simplifie la critique biblique afin de rendre les nouvelles avancées dans ce domaine accessibles au grand public. Barnes est l'auteur de plusieurs autres ouvrages, dont Scriptural Views of Slavery (1846) et The Way of Salvation (1863). Un recueil de ses œuvres théologiques est publié à Philadelphie en 1875.
Barnes est un abolitionniste. Dans son livre The Church and Slavery (1857), Barnes fustige l'esclavage comme étant mauvais et immoral, et appelle à ce qu'il soit traité depuis la chaire « comme le sont les autres péchés et torts » (plus particulièrement dans le chapitre VII, « Le devoir de l'Église dans son ensemble sur le sujet de l'esclavage »). Dans son célèbre discours de 1852, « Qu'est-ce que le 4 juillet pour l'esclave ? », Frederick Douglass cite Barnes qui déclare : « Il n'y a aucune force en dehors de l'Église qui pourrait soutenir l'esclavage une heure, s'il n'était pas soutenu en elle. »,.
Barnes est un défenseur de la tempérance qui encourage l'abstinence totale d'alcool.
Barnes est élu à la Société américaine de philosophie en 1855. Alors qu'il est pasteur à la First Presbyterian Church de Philadelphie, Barnes devient président de la Pennsylvania Bible Society (située à 7th et Walnut) en 1858 - un poste qu'il occupe jusqu'à sa mort en 1870. Il sert à la First Presbyterian Church de Philadelphie jusqu'en 1868. Il reçoit ensuite le titre de pasteur émérite.